# Patrick Le Roux
Pour les articles homonymes, voir Le Roux.
Patrick Le Roux est un historien français, né le 3 octobre 1943 à Morlaix dans le Finistère en France.

## Biographie

### Formation
Agrégé d’histoire en 1967, Patrick Le Roux a soutenu sa thèse d’État, intitulée « L'armée romaine et l'organisation des provinces ibériques d'Auguste à l'invasion de 409 », en mars 1980 à l’université de Bordeaux III sous la direction de Robert Étienne.

### Parcours professionnel
Professeur d’histoire au Lycée Descartes à Tours, puis au Lycée français de Londres, membre de la Casa de Velázquez de 1970 à 1971, il a enseigné l’histoire romaine à Paris-X Nanterre puis à Toulouse II, Rennes II et Paris XIII dont il est professeur émérite.
Directeur de recherche au CNRS de 1992 à 1994, il a également enseigné comme professeur invité à l’ENS Ulm. Membre associé du CRESC (PLÉIADE, UFR Lettres, Sciences de l'Homme et des Sociétés), il a collaboré à L'Année épigraphique de 1973 à 2013 et en fut secrétaire de rédaction à partir de 1992. Il a également participé aux fouilles de Conimbriga (Portugal) et de Baelo Claudia (Province de Cadix) et plus particulièrement de la basilique civile du forum.

## Apport à l'histoire romaine
Cette section ne s'appuie pas, ou pas assez, sur des sources secondaires ou tertiaires indépendantes du sujet.

Pour l'améliorer, ajoutez-en, ou placez des modèles {{Source secondaire souhaitée}} ou {{Source secondaire nécessaire}} sur les passages mal sourcés. (décembre 2022)
S’il a d’abord travaillé sur l’armée romaine et est resté fidèle tout au long de sa carrière professionnelle à l’histoire des Espagne romaines et aux sources épigraphiques, Patrick Le Roux a apporté son analyse et sa réflexion d’historien de l’antiquité à des questions aussi diverses que celles du droit latin, du monde des cités, de la citoyenneté et des provinces occidentales de Rome,. Il contribue toujours aux recherches sur l'historiographie de l'Empire romain par le biais de la « romanisation »,, et de ses apports à l'histoire romaine.
Ses travaux actuels portent sur les histoires provinciales romaines comparées aux modèles nationaux contemporains, sans négliger les recherches sur les inscriptions, les cités et les armées des époques romaines,,.

## Publications (sélection)
- L'armée romaine et l'organisation des provinces ibériques d'Auguste à l'invasion de 409 (publications du Centre Pierre Paris 8), Paris, 1982, 493 p.
- Belo V. L’Épigraphie. Les inscriptions romaines de Baelo Claudia (publications de la (Casa de Velazquez, série « Archéologie X »), Madrid, 1988, 164 p. (en collaboration)
- L'Année Épigraphique, Volumes 1981-2010.
- Romains d'Espagne. Cités et politique dans les provinces, Paris, Armand Colin, 1995, 182 p. (Traduction en castillan, Barcelone, 2006).
- Le Haut-Empire romain en Occident d'Auguste aux Sévères, Paris, Nouvelle Histoire de l'Antiquité-8, Points-Seuil H 219, 1998, 510 p. (traduction en basque, 2014)
- Révision de Pline l’Ancien, Histoire naturelle. Livre III, texte établi, traduit et commenté par H. Zehnacker, Paris, CUF, 1998.
- L’Empire romain, Paris, Que sais-je ?, 1536, février 2005, 128 p. (traductions multiples)
- La péninsule Ibérique aux époques romaines, 206 avant J.-C – 409 ap. J.-C., Paris, Armand Colin, 408 p.
- La Toge et les armes. Rome entre Méditerranée et Océan, Scripta varia 1, Rennes, PUR, 2011, 788 p.
- Espagne romaines. L’empire dans ses provinces, Scripta varia 2, Rennes, PUR, 2014. 712 p.
- "Chasser dans le monde romain. Une lecture renouvelée", Archéologia, n° 563, p. 24-33.
- L'Empire romain. Histoire et modèles, Scripta varia 3, Rennes, PUR, 2022, 666 p.
- Ils s'appelaient Pison. Pouvoir et popularité à Rome, Bruxelles, Latomus, volume 369, 2024, 186 p.

Il est en outre l’auteur, depuis 1971, de plus de 250 articles et contributions scientifiques dans diverses revues françaises et internationales, dont Annales Histoire Sciences Sociales, L'Année épigraphique, Mélanges de la Casa de Vélazquez (MCV), ...[source secondaire souhaitée].

## Distinctions
- Membre de la Casa de Velázquez (1970-1973)[13]
- Visiting member de l’IAS Princeton en 1986 [14]
- Membre correspondant de l'Académie royale d'histoire (Madrid) (depuis 1995)[15]
- Docteur Honoris Causa de l’Université de Porto (2011)[16]
- Premio Internacional, "Genio Protector de la Colonia Augusta Emerita", septembre 2015[17]